# Eryngium mathiasiae
Eryngium mathiasiae är en flockblommig växtart som beskrevs av M.Y.Sheikh. Eryngium mathiasiae ingår i släktet martornar, och familjen flockblommiga växter. Inga underarter finns listade i Catalogue of Life.